# Palimpsest (planetologie)

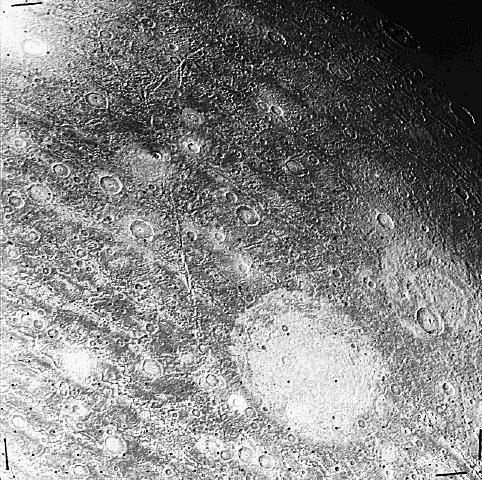
De palimpsest Memphis Faculty op Ganymedes

Een palimpsest in de planetologie is een restant van een inslagkrater die door viskeuze relaxatie zoals die wordt gevonden op de Jupitermanen Ganymedes en Callisto. Palimpsesten zijn speciale voorbeelden van cryptokraters.
De term 'palimpsest' is ontleend uit de geschiedkunde waar deze een gerecycleerd perkament aangeeft. De bovenste laag van dit perkament (met de tekst erop) werd toen afgeschraapt zodat het perkament opnieuw beschreven kon worden. Vaak gebeurde het echter nog dat de oorspronkelijke tekst toch nog zichtbaar was.

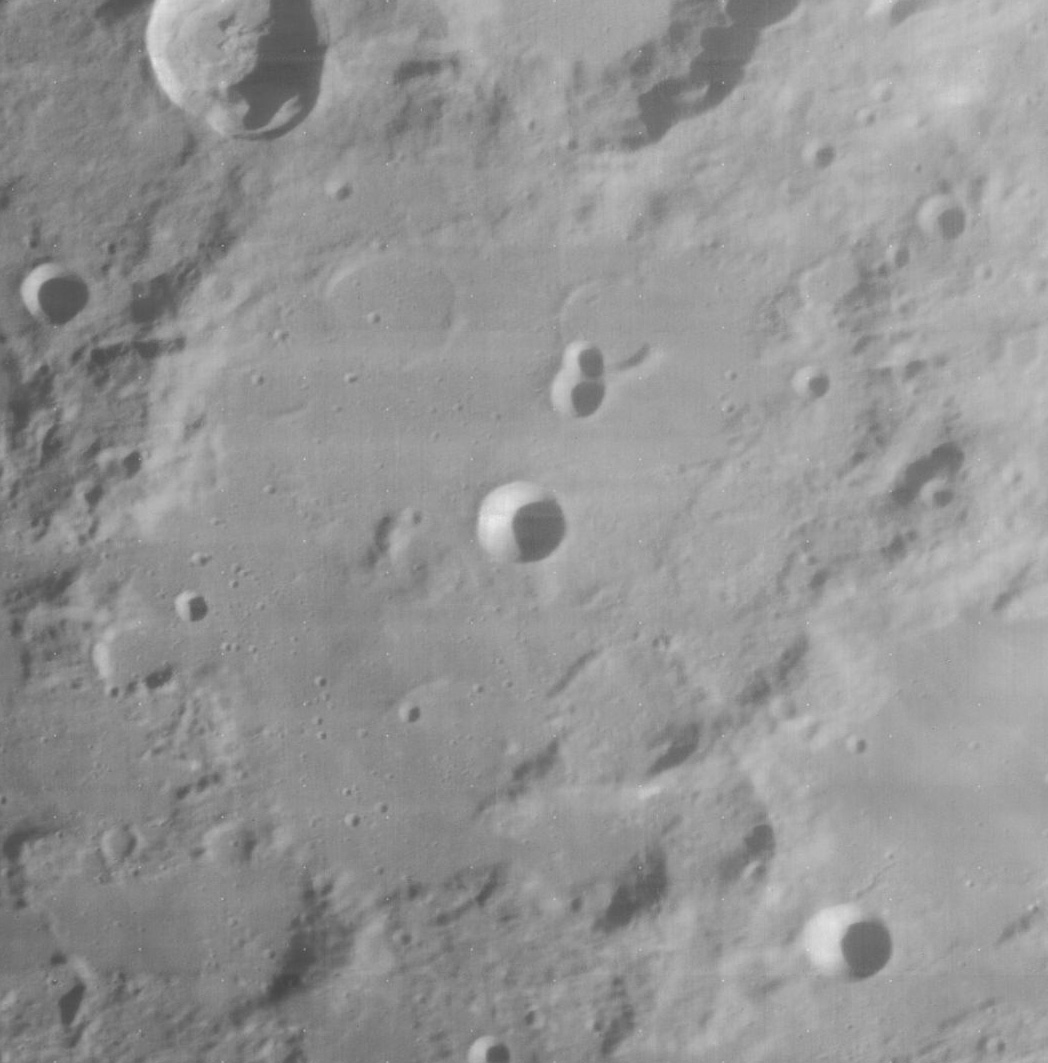
De palimpsest De La Rue op de Maan

In de planetologie gebruikt men de term voor een gelijkaardig verschijnsel. Palimpsests vertonen nagenoeg geen enkel reliëf meer. Ze vallen enkel op door het verschil in albedo.  Palimpsesten zijn helderder dan hun omgeving. Waarschijnlijk wordt het donkere albedo van hun omgeving veroorzaakt door slechts een dunne laag. Door de inslag wordt het onderliggende materiaal naar boven gebracht en vormt een helder ejectadek. Door latere viskeuze relaxatie verdwijnt alle reliëf van de krater en blijft de palimpsest over. 
Soms vindt men overgangsvormen tussen een inslagkrater en een palimpsest, die nog een zeker reliëf vertonen. Men spreekt dan van penepalimpsesten.